# Победить на трёх мирах
«Победить на трёх мирах» — фантастический роман американского писателя Пола Андерсона, написанный в жанре «космической оперы». Опубликован в 1964 в твёрдой обложке издательством Galaxy Publishing Corp.

## Описание сюжета
Недалёкое будущее. Земляне расселяются по планетам Солнечной системы. Поселенцам на спутнике Юпитера Ганимеде удаётся вступить в контакт с наяррами — одним из племён, населяющих Юпитер. Наярры, похожие на земных кентавров, готовятся к войне с племенем улунт-хазулов. Воинственные улунт-хазулы оставили свои погружающиеся в океан острова и собираются изгнать наярров из Медалона — равнины, которую наярры отбили у диких племён, освоили и заселили. Теор, сын вождя племени наярров пытается запугать захватчиков, связываясь по передатчику со своим другом колонистом Марком Фрезером, однако попытка проваливается. Фрезеру приходится оборвать разговор, поскольку Аврора (главный город на Ганимеде) захвачен поднявшей мятеж командой космического крейсера «Вега». Командир мятежников адмирал Свейн планирует наладить производство ядерных боеголовок на Ганимеде, вооружить ими крейсер, предъявить Земле ультиматум и низвергнуть недавно победившее в США демократическое правительство президента Сэма Халла. Колонисты Ганимеда предпринимают наземную атаку на крейсер, однако закалённый в боях экипаж «Веги» даёт им сокрушительный отпор. На Юпитере улунт-хазулы разбивают флот наярров, остатки их войска отступают в горы. Теору удаётся бежать из плена и присоединиться к ним. Он поднимает измученных воинов и ведёт их на решающий бой с улунт-хазулами, осадившими столицу. Фрэзер угоняет корабль колонистов «Олимпия» и собирается тайком посадить его на Ганимеде чтобы сделать запасы для длительного полёта на Землю. Однако Свейн разгадывает его план и высылает на орбиту патрульные ракеты. Фрэзер решается совершить посадку на Юпитере, рассчитывая на помощь Теора. Он появляется в разгар решающей битвы между наяррами и улунт-хазулами и уничтожает войско захватчиков химическими ракетами. Одержавшие победу наярры загружают его корабль водородом и льдом. Фрэзер летит обратно на Ганимед и заявляет Свейну, что собирается сдаться. Повинуясь заданной программе «Олимпия» сталкивается с «Вегой», взрыв уничтожает оба корабля. Таким образом, Фрэзеру удаётся сохранить свободу для трёх миров: Земли, Ганимеда и Юпитера.